# Ворота Севера (выставка)
«Ворота Севера» — ежегодная межрегиональная выставка туристского сервиса и технологий гостеприимства, проходящая в Вологде в залах выставочного комплекса «Русский Дом». В мероприятиях выставки регулярно принимают участие более 200 туристических фирм из районов Вологодской области и регионов России.

## Задачи
Проведение выставки «Ворота Севера» помогает решать следующие задачи:
- формирование устойчивого туристского потока в районы Вологодской области
- разработка новых маршрутов
- внедрение прогрессивных технологий продаж и форм обслуживания
- повышение мастерства в продвижении новых турпродуктов
- развитии туристской инфраструктуры районов области
- повышение престижа профессий, занятых в сфере туризма

## Тематика
основные тематические разделы выставки:
- внутренний и въездной туризм Вологодской области, Северо-Западного и Центрального регионов России, зарубежных стран
- активный и спортивный туризм
- речные и морские круизы
- охота и рыбалка
- гостиничный бизнес, гостевые дома и базы отдыха
- детский оздоровительный отдых
- образование в сфере туризма и индустрии гостеприимства
- информационные технологии в туризме
- народные художественные промыслы Вологодской области

## Мероприятия
В программу выставки входят следующие мероприятия:
- выставка товаров и услуг
- научно-практические семинары
- круглые столы
- аттестация менеджеров туристических агентств
- конкурсы
- презентации
- рекламно-информационные туры
- ярмарка профессий